# 莱卡耶
莱卡耶（法語：L'Écaille，法語發音：[lekaj]）是法国大東部大區阿登省的一个市镇，属于勒泰勒区。

## 地理
莱卡耶（49°25'1"N, 4°12'42"E）面积9.15 平方千米，位于法国大東部大區阿登省，该省份为法国北部内陆省份，西接埃纳省，南至马恩省，东临默兹省，北与比利时接壤。
与莱卡耶接壤的市镇（或旧市镇、城区）包括：贝尔尼库尔、鲁瓦济、巴藏库尔、叙普河畔布尔特、叙普河畔伊勒。

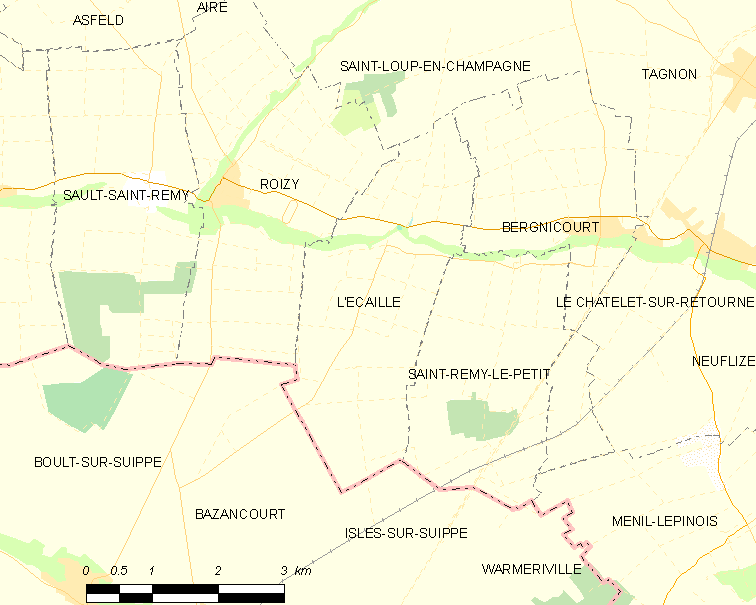
莱卡耶的OSM定位图

莱卡耶的时区为UTC+01:00、UTC+02:00（夏令时）。

## 行政
莱卡耶的邮政编码为08300，INSEE市镇编码为08148。

## 政治
莱卡耶所属的省级选区为波尔西安堡县。

## 人口

1962-2008年间莱卡耶人口变化图示

莱卡耶于2022年1月1日时的人口数量为260人。